# Komjáti
Komjáti ist eine ungarische Gemeinde im Kreis Edelény im Komitat Borsod-Abaúj-Zemplén.

## Geografische Lage
Komjáti liegt in Nordungarn, 48 Kilometer nördlich des Komitatssitzes Miskolc, 28 Kilometer nördlich der Kreisstadt Edelény, zwei Kilometer südlich der Grenze zur Slowakei, am rechten Ufer des Flusses Bódva. Die Nachbargemeinden Bódvalenke, Tornanádaska, Bódvaszilas und Tornaszentandrás sind ungefähr drei Kilometer entfernt. Die nächstgelegene Stadt Szendrő befindet sich 16 Kilometer südlich von Komjáti.

## Geschichte
Im Jahr 1913 gab es in der damaligen Kleingemeinde 93 Häuser und 534 Einwohner auf einer Fläche von 1952 Katastraljochen. Sie gehörte zu dieser Zeit zum Bezirk Torna im Komitat Abaúj-Torna.

## Sehenswürdigkeiten
- László-Vanyó-Denkmal, erschaffen von Pál Szpisják
- Reformierte Kirche, erbaut 1804 (Spätbarock)
- Römisch-katholische Kirche Rózsafüzér Királynője, erbaut 1940
- Weltkriegsdenkmal
- Auf vielen Freileitungsmasten und Häusern sieht man Storchennester, sitzende, an- und abfliegende Störche, die durch ihr lautes Schnabelklappern auf sich aufmerksam machen.[3]

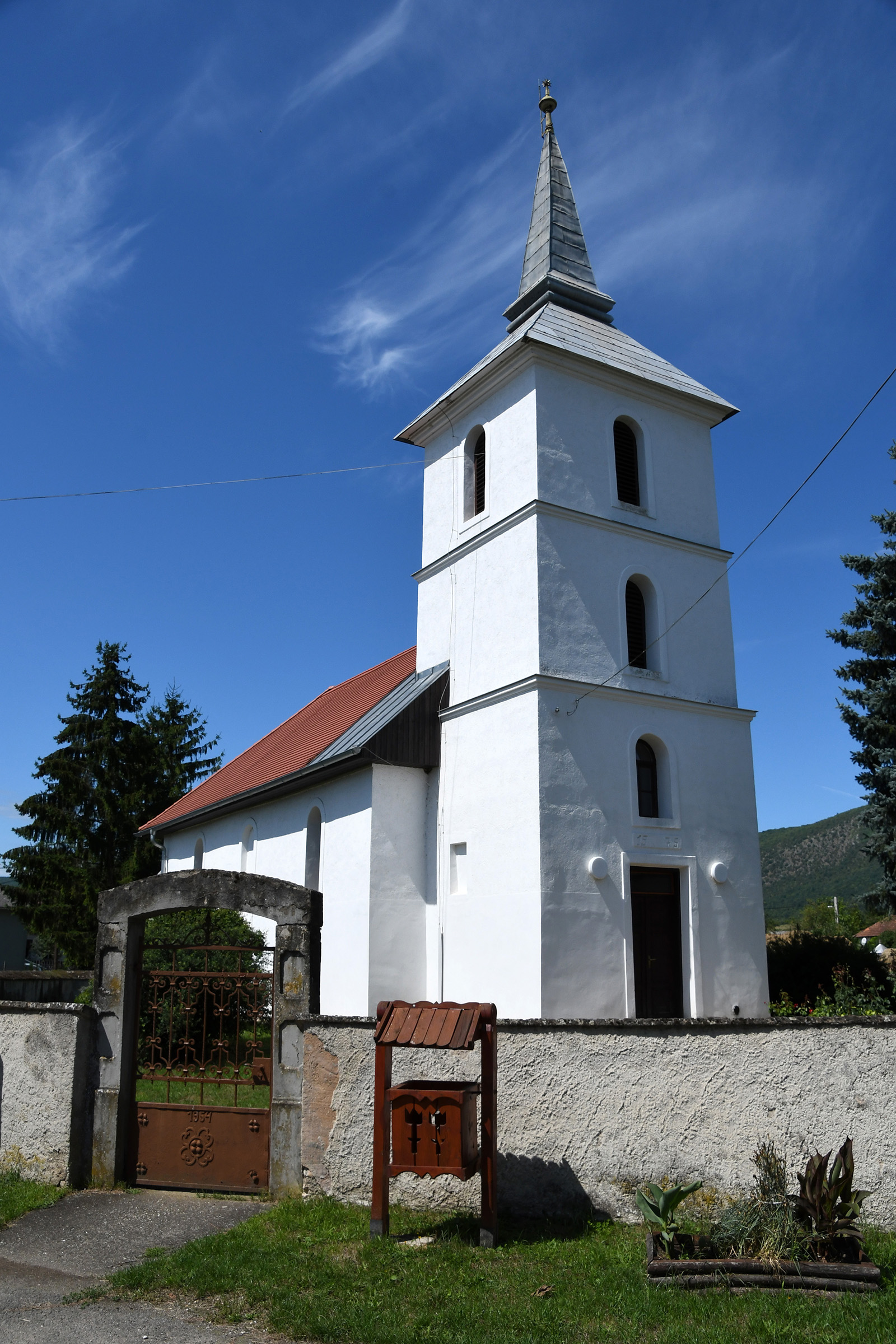
Reformierte Kirche
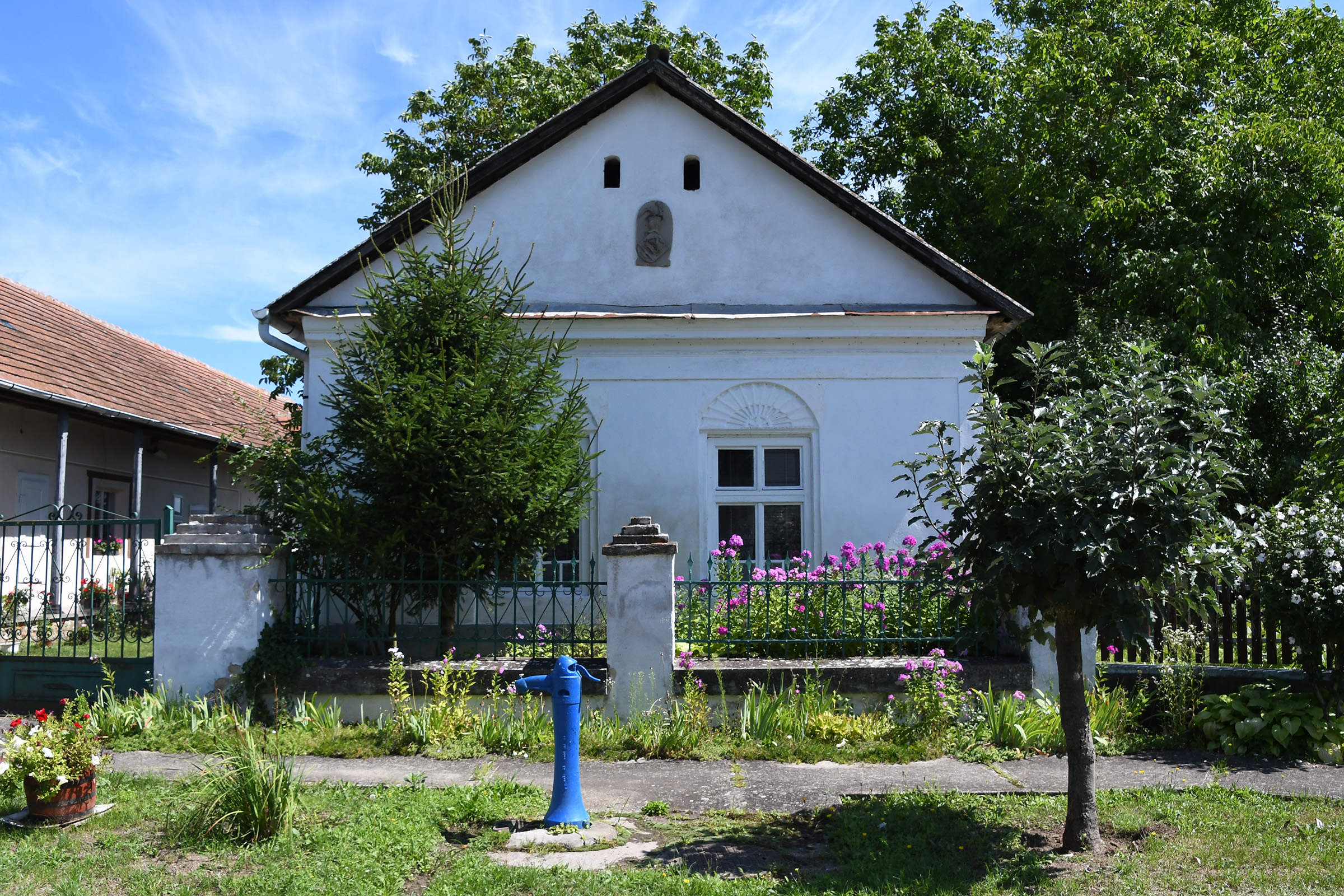
Reformiertes Pfarrhaus
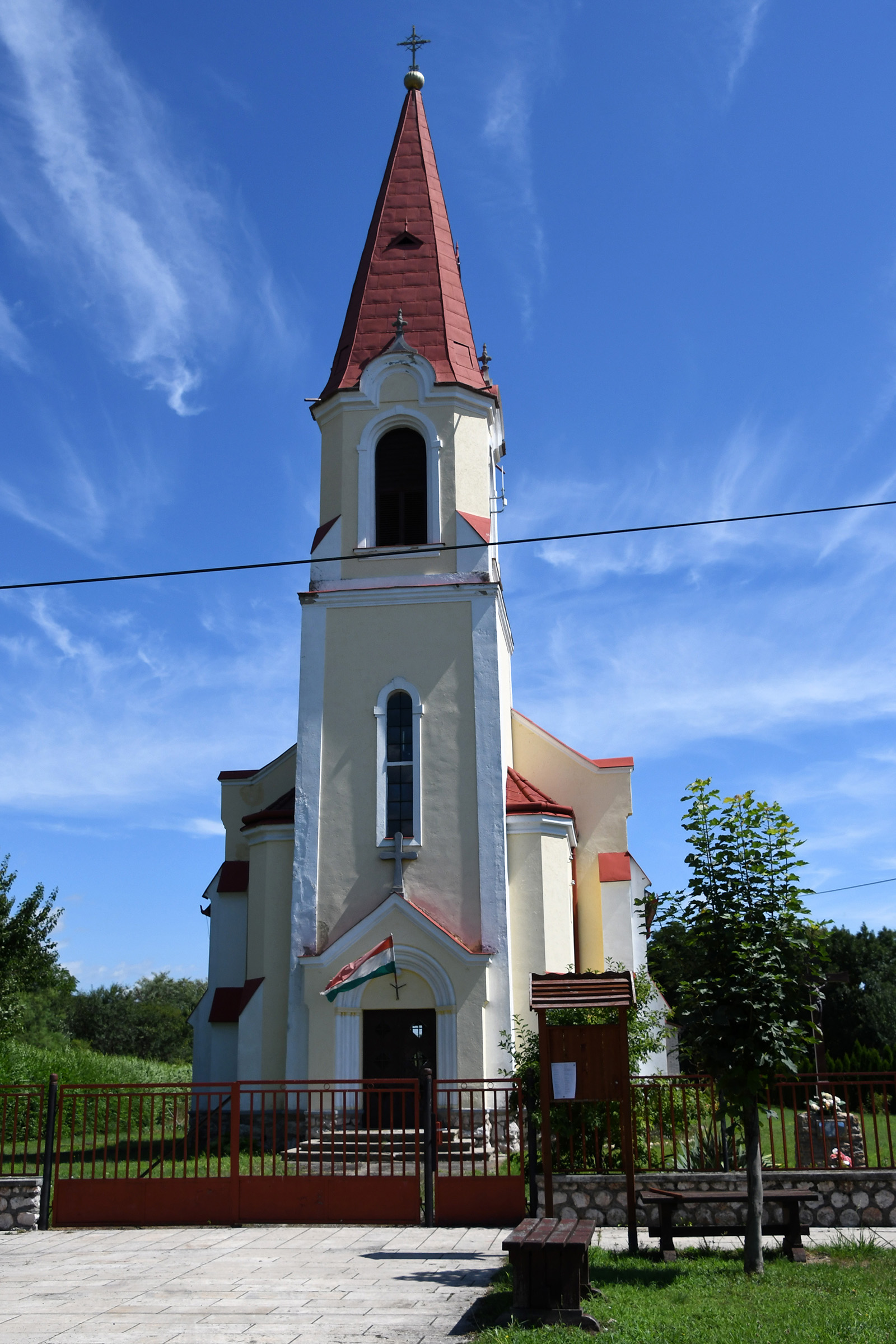
Römisch-katholische Kirche Rózsafüzér Királynője

## Verkehr
Durch Komjáti verläuft die Landstraße Nr. 2629, die auf die nördlich des Ortes verlaufende Hauptstraße Nr. 27 trifft. Die Gemeinde ist angebunden an die Eisenbahnstrecke von Miskolc nach Tornanádaska. Weiterhin bestehen Busverbindungen über Tornanádaska nach Hidvégardó sowie über Bódvaszilas nach Bódvarákó.